# Beatriz Giménez de Ory
Beatriz Giménez de Ory (Madrid, 1972) es una escritora española. Su literatura está principalmente dirigida al público infantil. En 2021, recibió el Premio Nacional de Literatura Infantil y Juvenil por su obra Un hilo me liga a vos.

## Trayectoria
Licenciada en Filología Hispánica por la Universidad Autónoma de Madrid (UAM), Máster en Estudios Avanzados en Literatura Española y Latinoamericana por la Universidad Internacional de la Rioja (UNIR), en 1998 comenzó a ejercer como profesora de Lengua y Literatura de educación secundaria en institutos públicos de Castilla-La Mancha y Madrid. Pertenece a una familia de poetas, siendo Carlos Edmundo de Ory, impulsor del movimiento literario conocido como postismo, hermano de su abuelo y el padre de este Eduardo de Ory, editor y poeta modernista.
Giménez de Ory se inició en la escritura con relatos para adultos, y obtuvo en 2003 el premio internacional «Círculo Cultural Faroni» de Relato Hiperbreve. Pese a ello, comenzó a escribir enseguida literatura dedicada al público infantil. Aunque gran parte de su obra se caracteriza por ser escrita en verso, es autora también de las novelas Voy a contaros la nieve (Finalista del Premio El barco de Vapor) y de Un pez en la escalera.
Su libro titulado Para ser pirata está inspirado en el poema la Canción del pirata de José de Espronceda y Las aventuras de Tom Sawyer de Mark Twain. Su estilo conjuga la musicalidad de la métrica y la rima con el juego literario y un mensaje de optimismo que quiere despertar la imaginación y el gusto por la lectura en el público infantil.
En Un hilo me liga a vos, por el que obtuvo el Premio Nacional de Literatura Infantil y Juvenil en 2021, muestra gran dominio de las formas poéticas clásicas y rinde homenaje a la belleza de los mitos griegos. Los poemas de esta obra suelen ser sonetos y ovillejos, aunque haya también de verso libre.

## Obra
- 2011 – Los versos del libro tonto. Ilustraciones de Paloma Valdivia. Faktoría K De Libros. ISBN 9788415250036.[7]
- 2012 – Canciones de Garciniño. Ilustraciones de Antonio Guzmán Domínguez. Servicio de Publicaciones de la Universidad de Castilla-La Mancha ISBN 9788484278603.[8]
- 2013 – Bululú. Ilustraciones de Mariona Cabassa. Faktoría K De Libros. ISBN 9788415250524.[9]
- 2015 – ¡Otra vez mudanza! Dylar Ediciones. ISBN 9788415059936.[10]
- 2016 – Para ser pirata. Ediciones SM. ISBN 9788467590500.[11]
- 2016 – Lope. El león miope. Ilustraciones de Cecilia Valera Valera. La Fragantina Ediciones. ISBN 9788416566082.[12]
- 2020 – Lavaba diez calcetines y otros poemas del mundo. Ilustraciones de Laufer (Laura Fernández Arquisola). Ediciones SM. ISBN 9788413183091.[13]
- 2020 – Un hilo me liga a vos. Mitos y poemas. Ilustraciones de Paloma Corrales Fuentes. Ediciones SM. ISBN 9788413183114.[14]
- 2021 – Un pez en la escalera. Con ilustraciones de Alexandre Fernández Villanueva. Santillana Loqueleo. ISBN 9788491223689.[15]
- 2021 – Voy a contaros la nieve. Ilustraciones de Verónica Aranda. Ediciones SM. ISBN 9788413189734.[16]

## Reconocimientos
- XI Premio Internacional "Círculo Cultural Faroni" de Relato Hiperbreve en 2003.[17]
- Premio de Innovación Pedagógica de la Comunidad Autónoma de Madrid en 2006, por el proyecto educativo Un día en la ópera.[18]
- III Premio Internacional Ciudad de Orihuela de Poesía para Niños en 2010, por Los versos del libro tonto.[19]
- IX Premio Luna de Aire que concede el CEPLI (Centro de Estudios de Promoción de la Lectura y Literatura. Infantil) en 2011, Canciones de Garciniño.[20]
- Premio Fundación Cuatrogatos, en 2014, por Bululú, Para ser pirata (2017), Crac (2019) y Voy a contaros la nieve (2021).[21]
- Lista White Raven 2019 por Puf.
- Medalla de Oro Ibby Chile 2019 por la mejor colección por Puf y Crac.
- Premio Edebé de Literatura Infantil 2025 por "Tres niños tristes y medio unicornio".

- Premio Nacional de Literatura Infantil y Juvenil en 2021, por Un hilo me liga a vos.[1]